# Eremochares ferghanicus
Eremochares ferghanicus là một loài côn trùng cánh màng trong họ Sphecidae, thuộc chi Eremochares. Loài này được Gussakovskij miêu tả khoa học đầu tiên năm 1930.